# Armia Liguria
Armia Liguria, Grupa Armijna Liguria (niem. Armee Ligurien, Armegruppe Ligurien, wł. L'Armata Liguria) – jedna z niemieckich armii z okresu II wojny światowej. W jej skład wchodziły też oddziały włoskie. Utworzona w lipcu 1944 roku, jako mieszane niemiecko-włoskie dowództwo w północnych Włoszech, ze sztabu Odcinka Armijnego von Zangen. Od listopada 1944 roku do lutego 1945 roku podlegała pod 14 Armię. Wchodziła w skład Grupy Armii C. Jedynym dowódcą Armii Liguria był marszałek Rodolfo Graziani.

## Struktura organizacyjna
Skład w sierpniu 1944
- Korpus Lieb
- LXXV Korpus Armijny
- 135 Brygada Forteczna
- 90 Dywizja Grenadierów Pancernych

Skład w grudniu 1944
- 14 Armia
- LXXV Korpus Armijny
- 9 Brygada Grenadierów SS (1 włoska)
- 162 Turkiestańska Dywizja Piechoty

Skład w kwietniu 1945
- Korpus Lombardia
- LXXV Korpus Armijny